# Exostesia didomatia
Exostesia didomatia is een mosdiertjessoort uit de familie van de Chaperiidae. De wetenschappelijke naam van de soort is voor het eerst geldig gepubliceerd in 1948 door Brown.